# 마이크로소프트 홀로렌즈
마이크로소프트 홀로렌즈(Microsoft HoloLens)는 마이크로소프트사가 개발한 혼합현실 기반 웨어러블 기기이다. 프로젝트 바라부(Project Baraboo)라는 이름으로 개발되었다. 윈도우 홀로그래픽 기술을 이용한 홀로렌즈는 완전한 가상 화면을 보여주는 가상현실(VR)이나 실제 화면에 덧씌우는 증강현실(AR)과 달리 현실 화면에 실제 개체의 스캔된 3D 이미지를 출력하고 이를 자유롭게 조작할 수 있는 혼합현실(Mixed Reality,MR)을 내세우고 있다. 또한 PC나 스마트폰 같은 다른 기기에 연결하는 디스플레이 헤드셋이 아니라 윈도우 PC 기능을 완전히 내장한 것이 특징이다. 개발자용 에디션(the Development Edition)이 2016년 3월 30일 출시되었으며, 가격은 3000달러이다. 2016년 2월, 홀로렌즈의 주 개발자인 알렉스 키프만(Alex Kipman)은 사용자 에디션 출시를 연기한다고 발표하였다.

## 디자인
홀로렌즈는 헤드 마운티드 디스플레이(HMD)로서 머리를 감싸는 헤드밴드(headband)와 연결되어 있다. 헤드밴드는 사용자의 신체와 직접 닿는 부분이기도 하면서, 홀로렌즈를 위아래로 그리고 앞뒤로 기울일 수 있게 해준다. 홀로렌즈의 앞부분에는 많은 센서들과 카메라 그리고 처리장치들이 있으며, 기기 양 쪽 팔의 밑 부분, 사용자의 귀 근처에는 빨간색 3D 오디오 스피커가 위치해 있다. 이 스피커는 양쪽 귀에 서로 다른 소리를 만들어내기 때문에, 사용자들에게 가상의 장소에서 들려오는 듯한 효과를 만들어 낸다. 왼쪽 귀 위에는 밝기 조절 버튼이, 오른쪽 귀 위에는 음량 조절 버튼이 각각 있다. 왼쪽 버튼은 오목하고, 오른쪽 버튼은 볼록하기 때문에 사용자가 만져보면 바로 구분할 수 있다. 기기의 왼쪽 팔 끝에는 전원 버튼과 더불어 5개의 작은 LED가 있다. 이 LED들은 배터리 상태, 전원/대기 모드와 같은 시스템 상태를 나타내준다. 아래쪽 끝에는 USB 2.0 단자가 있다. 또한, 오른쪽 팔 끝에는 3.5mm 오디오 잭이 위치해 있다.

## 애플리케이션
홀로렌즈는 하드웨어와 연동하여 사용할 수 있는 7가지의 애플리케이션을 제공하고 있다. 7가지의 애플리케이션들은 다음과 같다:
- 스카이프(Skype): 스카이프를 통하여 사용자는 다른 사용자들과 연결할 수 있다. 꼭 홀로렌즈에서 스카이프를 사용하지 않더라도, 다른 기기에서 스카이프를 사용하는 사용자들과도 커뮤니케이션할 수 있다.
- 프래그멘츠(Fragments): 프래그멘츠는 마이크로소프트와 아소보 스튜디오(Asobo Studio)가 개발한 범죄 스릴러 어드벤쳐 게임이다. 사용자는 게임에서 제공하는 여러 가지 도구를 사용하여 집안 곳곳에 숨어 있는 증거들을 찾아내거나, 인물들의 기억을 탐험하여 범죄 사건을 해결해야 한다.
- 홀로스튜디오(HoloStudio): 홀로스튜디오는 3D 모델링 애플리케이션이다. 사용자가 직접 각종 도구들을 이용하여, 실제 사이즈의 3D 홀로그램을 제작할 수 있도록 돕는다.
- 영 콩커(Young Conker): 영 콩커는 마이크로소프트와 아소보 스튜디오(Asobo Studio)가 개발한 플랫폼 게임이다. 집 안의 여러 가구들을 게임의 스테이지로 변형하여 플레이할 수 있다.
- 로보레이드(RoboRaid): 로보레이드는 홀로렌즈를 사용한 1인칭 슈팅 게임(First-Person Shooter, FPS)이다. 사용자는 자신의 주변 환경(집, 사무실 등)에 침입한 가상 로봇에 맞서 싸워야 한다. 사용자는 크게 4가지 동작을 취할 수 있다.

1. 응시(gaze)를 통하여 로봇을 향해 무기를 조준한다.
2. 클리커 버튼을 누르거나 에어 탭을 통해 무기를 발사한다.
3. 로봇의 공격을 피하기 위해 왼쪽/오른쪽으로 몸을 기울인다.
4. 특수 능력을 활성화하기 위해 "X-Ray!"라고 말한다.

- 홀로투어(HoloTour): 홀로투어는 가상관광(Virtual Tour)를 가능하게 해주는 애플리케이션이다. 360도로 촬영된 파노라마 비디오를 사용자에게 홀로그램으로 제공한다. 홀로그램으로 관광지의 풍경을 재현하기 때문에, 기존의 사진 기반 가상관광보다 더 현실적인 깊이감(depth)과 시차(parallax)를 제공한다. 부수적으로 사용자가 바라보고 있는 물체나 장소를 알아내어 더 자세한 정보를 제공할 수도 있다.
- 액션그램(Actiongram): 액션그램은 홀로그램으로 비디오를 만들어주는 애플리케이션이다. 홀로그램을 생성한 후 자유롭게 이동하거나 회전시키거나 크기를 조정할 수 있으며, 무엇보다도 녹화를 통해 비디오를 만들 수 있다.

## 인터페이스
홀로렌즈의 인터페이스는 응시(Gaze), 몸짓(Gesture) 그리고 음성(Voice)로 이루어져 있다. 영어 첫 글자들을 따서 GGV라고 부르기도 한다.

### 응시(Gaze)
사용자는 응시를 통하여 보통 마우스(mouse)로 수행해 왔던 여러 작업들을 할 수 있다. 어느 방향이나 물체를 응시하면 사용자의 시선을 인식하여 자동으로 화면을 전환하거나 물체를 선택한다. 홀로렌즈에서는 사용자가 응시하는 지점을 편리하게 인식할 수 있도록 일종의 커서(cursor)인 레이캐스트(Raycast)도 제공한다. 레이캐스트를 통하여 마치 컴퓨터 화면 속 마우스 커서처럼 사용자가 응시하는 곳(혹은 응시해야 하는 곳)을 직관적으로 인지하게 된다.

### 제스처(Gesture)
응시를 통하여 선택한 홀로그램과 상호작용할 수 있게 해주는 인터페이스가 바로 제스처이다. 홀로렌즈에서 제공하는 제스처들은 다음과 같다.
- 누르고 떼기(Press and Release)

가장 기본적인 제스처로서, 에어탭(air-tap)을 통해 동작한다. 에어탭이란, 말 그래도 공기를 가볍게 두드리는 것으로 특별한 버튼을 누르지 않고도 상호작용하도록 해준다. 에어탭을 하려면, 손등이 몸을 향하도록 주먹을 쥐어야 한다. 그리고 두 번째 손가락을 가볍게 구부리면서 공기를 두드리면 된다. 이 때 손가락을 구부리면서 두드리면 누르기(press)가 실행되며, 다시 손가락을 펴게 되면 떼기(release)가 실행된다.
- 꽃 피우기(Bloom)

꽃 피우기 제스처는 홀로렌즈 애플리케이션의 시작 메뉴로 돌아갈 때 사용하는 특수한 제스처이다. 이 제스처를 사용하려면 손가락과 손바닥이 모두 위로 향하도록 손을 뻗은 뒤에, 꽃이 피는 것 같이 손가락을 펴면 된다. 참고로, "Hey Cortana, Go Home"라는 문장을 직접 말해도 똑같이 시작 메뉴로 돌아갈 수 있다.
- 붙들기(Hold)

앞서 언급한 에어탭을 누른 뒤에 떼지 않고 유지하는 제스처이다. 사물을 들어 올리거나 상황에 대한 설명을 볼 때 사용한다.
- 조작(Manipulation)

조작은 사용자가 한 개의 홀로그램과 상호작용하며 움직이거나, 회전하거나 크기를 조정할 때에 사용하는 제스처이다. 우선 응시를 통하여 홀로그램을 선택하고 나면, 그 후에는 오직 손으로만 상호작용하게 된다. 따라서 사용자는 그 홀로그램을 조작하는 동시에 자유롭게 다른 곳으로 시선을 돌릴 수 있다.
- 탐색(Navigation)

탐색 제스처는 마치 가상의 조이스틱처럼 작동한다. 손가락을 이용하여 꾹 누른 지점에 3D 큐브가 생성되며, 이 큐브를 중심으로 X,Y,Z축 모두를 움직일 수 있다. 마치 컴퓨터 환경에서 마우스 가운데 버튼을 클릭하여 위 아래로 움직이는 것처럼 스크롤하거나 확대를 하는 것도 가능하다.

### 음성(Voice)
홀로렌즈는 직관적이고 빠른 음성 인터페이스를 제공한다. 구체적인 기능들은 다음과 같다.
- 선택 명령(Select command)

사용자는 제스처를 사용하여 선택하지 않아도, "Select"라고 말하기만 하면 홀로그램을 선택할 수 있다.
- "Hey Cortona"

"Hey Cortona"라고 말하면, 홀로렌즈의 AI라고 할 수 있는 코르토나(Cortona)를 불러 올 수 있다. 사용자는 직접 메뉴에 들어가 설정을 바꾸지 않아도 코르토나를 통하여 여러 가지 조작을 할 수 있다. 코르토나로 무엇을 할 수 있는지 알고 싶다면, "Hey Cortana what can I say?"라고 물어보면 된다. 그러면 코르토나는 다음과 같은 명령어 목록을 제시할 것이다.
1. What can I say? : 가능한 명령어 목록을 불러온다.
2. Go home | Go to Start : 시작 메뉴로 간다.
3. Launch <app> : 애플리케이션을 시작
4. Move <app> here : 애플리케이션 위치 조정
5. Take a picture :사진 촬영
6. Start recording :동영상 녹화를 시작
7. Stop recording : 동영상 녹화를 중단
8. Increase the brightness : 화면을 더 밝게 조정
9. Decrease the brightness : 화면을 더 어둡게 조정
10. Increase the volume : 음량을 키운다.
11. Decrease the volume : 음량을 줄인다.
12. Mute | Unmute : 음소거 | 음소거 해제
13. Shut down the device : 기기 종료
14. Restart the device : 기기 재시작
15. Go to sleep : 수면 모드
16. What time is it? : 현재 시간 확인
17. How much battery do I have left? : 배터리 잔량 확인
18. Call <contact> : 전화 연결

- See it, Say it"

홀로렌즈는 애플리케이션에서 볼 수 있는 버튼마다 음성 명령어들을 모두 지정해 두었다. 예를 들어, 애플리케이션의 위치를 조정하고 싶다면 조정 아이콘을 클릭하지 않고도 "Adjust"라는 음성 명령어를 통하여 조정할 수 있다. 사용자가 점차 각 음성 명령어에 익숙해진다면, 시스템을 더 쉽고 빠르게 사용할 수 있을 것이다.
- 받아쓰기(Dictation)

문자를 입력하는 방법에는 홀로그램 문자 입력 박스(일종의 키보드)를 에어탭을 이용하여 직접 입력하는 방법이 있다. 그러나 문자 입력 박스의 마이크 아이콘을 클릭하면 받아쓰기 모드로 전환이 되며, 음성을 인식하여 자동으로 문자를 입력해준다.

## 적용 가능 분야
건축, 토목, 제조업
건축, 토목 그리고 제조업과 같은 산업 분야는 원래부터 3D 그래픽 모델링 작업이 가장 활발하게 적용되어 온 산업 분야이다. 이 분야는 현실에 적용할 수 있는 증강현실 기술과 3차원의 가상현실 기술이 모두 필요한 분야이기 때문에, 혼합현실을 내세우는 홀로렌즈가 핵심적으로 사용될 분야로 보인다.
게임
홀로렌즈가 제공하는 7가지 애플리케이션 중 3개가 게임 애플리케이션이다. 그만큼 홀로렌즈는 게임 분야에서도 사용될 수 있다. 홀로렌즈와 부가 센서, 햅틱 피드백 디바이스를 활용하여 PC나 TV 화면이 아닌 실제 공간에 나타난 적들과 결투하는 게임을 생각해 볼 수 있다. 마이크로소프트는 2015년 5월 글로벌 게임쇼 'E3'에서 [마인크래프트] 게임을 홀로렌즈로 직접 시연하기도 하였다.
국방
마이크로소프트는 최근 블로그를 통해 홀로렌즈가 군사 용도로 활용될 수 있는 방안을 추천했다가 삭제했다. 홀로렌즈가 국방 분야에서 쓰이게 되면 군사 조직내 의사소통 또는 명령체계를 더욱 효율적으로 만드는데에 이용될 것이다. 예를 들어, 병사의 현재 위치를 파악할 수 있는 3D 맵을 홀로렌즈에 표시해 실시간으로 병사의 위치나 적의 위치를 파악함으로써 더 효율적인 전술을 구사할 수 있다.

## 같이 보기
- 증강 현실
- 스마트글래스
- 가상 현실